# Défense d'afficher (film)
Pour plus de détails, voir Fiche technique et Distribution.
Défense d'afficher est un film français réalisé par Georges Méliès, sorti en 1896.
Ce film, longtemps considéré comme perdu, a été redécouvert en 2004 par une équipe du CNC et de Ciné-Archives.

## Synopsis
Une sentinelle, censée surveiller un mur où l'affichage est interdit, se fait berner par des colleurs d'affiches. Elle se fait réprimander par son supérieur.

## Fiche technique
Source IMDb
- Titre original : Défense d'afficher
- Format : noir et blanc - 35 mm - 1,33:1 - muet - procédé cinématographique : sphérique
- Durée : 1 minute
- Métrage : 20 mètres
- Date de sortie : France : 1896